# Shay Given
Séamus John James "Shay" Given (født 20. april 1976 i Lifford, Irland) er en irsk fodboldspiller, der spiller som målmand. Gennem karrieren har han spillet for adskillige engelske klubber, blandt andet Newcastle, Manchester City og Aston Villa.

## Landshold
Given spillede desuden for Irlands fodboldlandshold, som han nåede at repræsentere hele 134 gange. Han var blandt andet med på holdet ved VM i 2002.